# Robert Garrett (Basketballspieler)
Robert Garrett (* 18. März 1977 in Ochsenfurt, Bayern) ist ein ehemaliger deutscher Basketballspieler. Mit der deutschen Nationalmannschaft wurde er 2005 Vize-Europameister. Auf Vereinsebene gewann er drei deutsche Meistertitel.
Mit 193 cm Körpergröße spielte Garrett auf der Position des Shooting Guard. Er war während seiner Karriere für seine athletische und kraftvolle Spielweise bekannt.

## Karriere
Garrett, der Sohn einer deutschen Mutter und eines US-amerikanischen Vaters, spielte zunächst in seiner Heimatstadt Ochsenfurt und dann bei der SpVgg Rattelsdorf. Mit DJK Würzburg stieg er 1998 an der Seite von Dirk Nowitzki und Demond Greene in die Basketball-Bundesliga auf. Noch während seiner Würzburger Bundesliga-Zeit spielte Garrett zunächst zusätzlich mit Doppellizenz in Rattelsdorf in der 2. Bundesliga. In Würzburg gehörte er zu den Schülern von Holger Geschwindner. In der Saison 1999/2000 war Garrett mit 23 Punkten je Begegnung Korbschützenkönig der Bundesliga. Im Spieljahr 2000/01 erzielte er 17,1 Punkte pro Partie, was ebenso mannschaftsintern der Höchstwert war wie seine 15 Punkte in der Saison 2001/02.
2002 wechselte er innerhalb der Bundesliga zu den Opel Skyliners Frankfurt, mit denen er 2004 Deutscher Meister wurde und mit 14,4 Punkten je Begegnung zweitbester Korbschütze der Meistermannschaft war. Danach ging er ins Ausland. Er spielte für die italienischen Vereine Pompea Napoli und Teramo, kehrte 2005 dann nach Deutschland zurück. In der Zeit von Juni 2005 bis 2010 spielte er bei den Brose Baskets Bamberg. 2007 wurde er Bamberg Meister – sein zweiter Meistertitel. Am 20. Juni 2010, nach dem abermaligen Gewinn des Meistertitels, wurde bekannt, dass der auslaufende Vertrag mit Bamberg nicht verlängert wird und Garrett den Verein verlässt. Er nahm dann am 15. Oktober 2010 ein Angebot des FC Bayern München in der 2. Bundesliga ProA an. Dort traf er auf seine ehemaligen Mannschaftskameraden Robert Maras, Steffen Hamann und Demond Greene. Er gewann mit dem FCB den Meistertitel in der ProA und beendete danach seine Spielerlaufbahn.
Garrett wurde beruflich als Lehrer für Kitesurfen tätig und ließ sich im US-Bundesstaat Hawaii nieder.

### Nationalmannschaft
Im November 1999 kam Garrett zu seinem Debüt in der deutschen Nationalmannschaft. Garrett gehörte zum deutschen Aufgebot für die WM 2006 sowie für die EM-Turniere 2001, 2005 (Gewinn der Silbermedaille) und 2007. Im August 2008 nahm er an den Olympischen Spielen in Peking teil, für die sich Deutschland mit dem dritten Platz beim Qualifikationsturnier in Athen qualifizierte. Im Juni 2009, rund acht Monate nach seinem letzten Auftritt im DBB-Trikot, gab Garrett seinen Rücktritt aus der deutschen Basketballnationalmannschaft bekannt. Er bestritt insgesamt 118 A-Länderspiele.

## Erfolge
- 2004 Deutscher Meister mit den Opel Skyliners
- 2005 Gewinn der Silbermedaille bei der Basketball-Europameisterschaft mit Deutschland
- 2007 Deutscher Meister mit den Brose Baskets
- 2007 Gewinn des BBL Champions Cups mit den Brose Baskets
- 2008 Teilnahme an den Olympischen Spielen 2008 in Peking
- 2010 Deutscher Meister und Pokalsieger mit den Brose Baskets
- 2011 Meisterschaft der ProA 2010/11 mit dem FC Bayern München